# Golden Slumbers
Golden Slumbers (Lennon-McCartney) är en låt av The Beatles, inspelad och utgiven 1969.

## Låten och inspelningen
Golden Slumbers är del av b-sidans medley på albumet Abbey Road. Texten i låten hittade Paul McCartney slumpartat i en bok om elisabetanska dramatiker. Ett rim av Thomas Dekker blev utgångspunkten, och man jobbade med dessa sammansatta låtar under sex sessioner (2, 3, 4, 30, 31 juli, 15 augusti). 
Det märks att man inte orkat avsluta någon av de båda låtarna eftersom man klippt ihop dem. Orkestermedlemmarna som jobbade på spåret är okända då troligen ingen brydde sig om att nedteckna sådant mot slutet av gruppens existens. Låtarna kom med på LP:n Abbey Road som utgavs i England och USA 26 september respektive 1 oktober 1969.